# 최재원 (희극인)
최재원(1986년 4월 3일 ~ )은 대한민국의 희극 배우이다. KBS 공채 29기 개그맨으로 데뷔했다.

## 연기 활동

### 방송
- KBS2 《개그콘서트》

〈달라스〉
〈가장자리〉
〈10년 후〉
〈큰 세계〉
〈선배 선배〉
〈유민상 장가보내기 프로젝트〉
〈시청자 의견〉선생님 역
〈불량엄마〉
〈고집불통〉
〈민상토론〉
〈핵존심〉
〈비호행〉박소라의 남자친구 → 좀비로 바뀌는 역
〈조용!必〉고시생 역
〈아무말 대잔치〉
〈창과 방패〉
〈잘 좀 훼방〉이상은의 아빠 역
〈고구마〉고구마 3 역

## 유행어
- 고대로 와~ (시청자 의견)
- 일로와~ 일로와~ (시청자 의견)
- 그럼 제가 먼저 가겠습니다 (비호행)
- 소라야! 오빠 믿지? 넌 꼭 내가 지킨다! (비호행)